# IFC Markets
IFC Markets Corp.  é corretor on-line, sediado em BVI, fornecendo o comércio de pares de moedas, metais preciosos e CFDs (Contract for difference) sobre as ações (americanas, britânicas, russas, alemãs, chinesas e japonesas), futuros de mercadorias e CFD contínuos sobre índices e mercadorias. A empresa opera através de sua própria plataforma analítica comercial NetTradeX  e MetaTrader 4. Em 2013, a empresa lançou a tecnologia única PCI, que fornece aos seus clientes uma oportunidade de criar, analisar e negociar com um número ilimitado de instrumentos exclusivos comerciais.
A versão móvel do site foi lançada recentemente, uma vez que os dispositivos móveis tornaram-se uma parte inseparável da vida diária.

## História
IFC Markets  foi fundada em 2006 como uma parte da IFCM Group. A empresa foi licenciada pela Comissão de Serviços Financeiros de Ilhas Virgens Britânicas em junho de 2014 sob o número do Certificado SIBA/L/14/1073. IFC Markets (IFCM) é licenciada a usar a estação comercial de nova geração NetTradeX desde 2006. Atualmente ela atende a mais de 80.000 clientes em 60 países em plena conformidade com os padrões internacionais de serviços de corretagem.
Em 2007 IFCM Group incorpora NetTradeX Corp.- o desenvolvedor de software comercial avançado, registrado em Seychelles sob o número 022316, bem como o licenciado de I-Securities Global Ltd. para a utilização da plataforma comercial MetaTrader 4.
Em 2013, depois de muitos anos de pesquisa e colaboração, o Método GeWorko e Instrumentos Compostos Pessoais são finalmente introduzidos na plataforma comercial NetTradeX.
A partir de Setembro de 2014, a empresa detém o Seguro de indenização profissional com a AIG EUROPE LIMITED sob o Certificado número P/080408/2012/7.

## Informação sobre regulamentação
IFC Markets é incorporada nas Ilhas Virgens Britânicas (BVI) sob o número de registro 669838. A empresa é licenciada pela Comissão de Serviços Financeiros de Ilhas Virgens Britânicas (BVI FSC), Certificado No. SIBA/L/14/1073, para realizar operações de investimento fora das seguintes categorias:
Categoria 1: Negociação em Investimentos 
Sub-categoria B: Negociação como principal
Categoria 2: Organização de ofertas em investimentos 

## Modelo de negócio
O modelo de negócios da IFC Markets é baseado em relações transparentes e de confiança com o cliente. A empresa recebe cotações dos principais fornecedores de bancos- fornecedores de liquidez nas praças de mercados ECN e formas de fluxo de cotações para os clientes com melhores preços. No terminal comercial, o cliente observa e negocia com os melhores preços de bid e ask para cada instrumento financeiro. Como resultado, as ordens de clientes são executadas ao preço do provedor de liquidez que oferece atualmente o melhor preços de Compra e Venda.

## Plataformas comerciais
IFC Markets oferece duas plataformas comerciais on-line: NetTradeX e MetaTrader 4. NetTradeX opera em PC, iOS, Android e Windows Mobile. MetaTrader 4 está disponível em PC, Mac OS, iOS e Android. Ambos NetTradeX e MetaTrader 4 fornecem programas comerciais (Expert Advisors).

## PCI Tecnologia
A empresa trabalhado muito sobre o lançamento da tecnologia PCI (Instrumento Composto Pessoal), integrado no terminal comercial NetTradeX. A tecnologia é baseada no método GeWorko e permite a criação, análise e negociação do número ilimitado de instrumentos.

## Concorrentes
Hoje em dia, existem muitos corretores de Forex e CFD no mercado financeiro e alguns deles são os principais concorrentes da IFC Markets.
- FXCM
- Admiral Markets
- FxPro
- IronFx
- Alpari
- Oanda
- eToro
- XTB
- SaxoBank
- IG